# Przełęcz Kocurowa Góra
Przełęcz Kocurowa Góra (470 m) – przełęcz w Beskidzie Małym. Znajduje się w Grupie Żurawnicy pomiędzy szczytami Prorokowa Góra (584 m) i Bacowskie Wierchy (Kocurowa Góra, 540 m) – bliżej tych ostatnich. Przełęcz na mapie Geoportalu znajduje się na wysokości 470 m n.p.m., ale jest bezimienna. Nazwę przełęczy podaje mapa Compassu. W regionalizacji fizycznogeograficznej Polski według Jerzego Kondrackiego Grupa Żurawnicy zaliczana jest do Beskidu Małego, w nowszej regionalizacji z 2018 roku do Pasm Pewelsko-Krzeszowskich.
Północno-wschodnie stoki przełęczy opadają do dolinki niewielkiego potoku uchodzącego do Skawy, południowo-zachodnie do dolinki jednego z dopływów potoku Błądzonka. Przełęcz znajduje się w lesie w obrębie miejscowości Sucha Beskidzka. Przez przełęcz nie prowadzi znakowany szlak turystyczny, ale jest droga leśną łącząca dwa należące do Suchej Beskidzkiej osiedla: Bacowie i Koźle.
Przełęcz znajduje się w granicach miejscowości Zembrzyce w województwie małopolskim, w powiecie suskim.